# 死人憑
死人憑（しびとつき、死人憑き、死人つき）は、人間の死体に別の何者かの霊が取り憑くという怪異。郷土研究家・荻原直正の著書『因伯伝説集』に「死人に憑者」の題で記載されている。

## 概要
因幡国岩井郡（現・鳥取県岩美郡）のとある村でのこと。百姓が長い病気の末に死んだ。家人が僧の来るのを待っていると、死んだはずの百姓が突然に立ち上がった。家人たちが慌てて取り押さえようとするが、大変力が強く男数人を引きずりまわすほどであった。
その後も百姓は物を食べたり酒を飲んだりし、しかも1日中眠ることがなかった。数日が過ぎると、季節が夏であるために肉体が腐敗して悪臭を放ち、目や口からは腐汁が流れ始めた。家人たちは死人に何者かが取り憑いたに違いないと思って祈祷にすがったが、まったく効果が無かった。手段を失った家人は他の家へと去り、百姓を家へ閉じ込め、自分たちは他の家へ移った。
百姓は飯や酒を求めて騒ぎ立て、家の中で暴れまわったが、次の日には倒れて動かなくなった。憑き物が去ったのだろうと、家人たちは慌てて葬儀を済ませたという。